# NGC 5930
NGC 5930 (другие обозначения — UGC 9852, IRAS15243+4150, MCG 7-32-7, 1ZW 112, ZWG 222.7, VV 823, KCPG 466B, Arp 90, PGC 55080) — галактика в созвездии Волопас.
Этот объект входит в число перечисленных в оригинальной редакции «Нового общего каталога», а также включён в атлас пекулярных галактик.